# Gaius Fannius Strabo
Gaius Fannius Strabo war ein dem plebejischen Geschlecht der Fannier entstammender Politiker der Römischen Republik. 161 v. Chr. bekleidete er das Konsulat.

## Leben
Der Vater und Großvater des Gaius Fannius Strabo führten laut der Filiationsangabe der Fasti Capitolini ebenfalls das Pränomen Gaius; vielleicht ist sein Vater mit dem vom römischen Geschichtsschreiber Titus Livius im Zusammenhang mit den Scipionenprozessen erwähnten Volkstribunen Gaius Fannius gleichzusetzen.
Spätestens 164 v. Chr. hatte Gaius Fannius Strabo die Prätur inne. 161 v. Chr. erreichte er das höchste Staatsamt, das Konsulat, das er gemeinsam mit Marcus Valerius Messalla ausübte. Zwei der Nachwelt überlieferte Verfügungen, die Fannius als Konsul erließ, scheinen anzudeuten, dass er in der Tradition des älteren Cato sehr bestrebt war, die alte, einfache römische Lebensart zu bewahren und sie vor als staats- und sittengefährdend erachteten Einflüssen der immer stärker eindringenden hellenistischen Zivilisation zu schützen. Zum einen ordnete er gemeinsam mit seinem Amtskollegen durch den Beschluss der nach ihm benannten Lex Fannia eine Begrenzung des Aufwandes bei Gastmählern und der damit verbundenen Kosten an, zum anderen befahl er, dass den nach Rom geströmten griechischen Philosophen und Rhetoren der Aufenthalt in der Hauptstadt nicht länger gestattet werde.
Aus der späteren Laufbahn des Fannius ist bekannt, dass er 158 v. Chr. als Führer einer römischen Gesandtschaft nach Illyrien fungierte und vier Jahre später, 154 v. Chr., erneut an die Spitze einer römischen Delegation trat, die diesmal in Pergamon einen Frieden zwischen dem pergamenischen König Attalos II. und dem bithynischen König Prusias II. vermitteln sollte. Fannius’ Todesjahr ist unbekannt.